# Liu Cixin
Liu Cixin (n. 23 iunie 1963, Beijing, Republica Populară Chineză) este un scriitor de science-fiction (SF). El este de nouă ori câștigător al Galaxy Award (cea mai prestigioasă distincție pentru SF din China) și câștigător al Premiului Hugo. Opera lui Liu este considerată hard SF. În engleză, traducerile din operele sale sunt date sub numele Cixin Liu (tsih-SHIN-l'yoo). În română au apărut Problema celor trei corpuri, Pădurea întunecată și Capătul morții - acestea formează trilogia Amintiri din trecutul Terrei.

## Viața
Liu Cixin s-a născut la 23 iunie 1963 în Yangquan, Shanxi. Părinții lui Liu  au lucrat într-o mină din Shanxi. Din cauza violențelor din timpul Revoluției Culturale, a fost trimis să locuiască în casa bunicilor din districtul Luoshan, regiunea Henan.
Liu a urmat studii tehnice în China de Nord la Universitatea de Conservare a Apei și a Energiei Electrice, și a absolvit în 1988. El a lucrat ca inginer informatician pentru o centrală electrică situată în Yangquan, Shanxi. 
Este căsătorit și are o fiică. Nici soția și nici fiica nu i-au citit aproape niciodată lucrările.

## Scrieri
Cel mai faimos roman al lui Liu, Problema celor trei corpuri, a fost publicat în 2007. Acesta a fost tradus în limba engleză de către Ken Liu și publicat de Tor Books, în noiembrie 2014; în 2015 câștigă Premiul Hugo pentru cel Mai bun Roman. El a fost primul scriitor din Asia care a câștigat distincția "Cel mai bun roman". O traducere în limba germană, care a inclus unele porțiuni din textul original care nu a fost inclus în traducerea în limba engleză, a urmat în 2016.
O adaptare filmică a Problemei celor trei corpuri a fost programată pentru a fi lansată în 2017.

## Romane
- Cărămizile diavolului  (魔鬼积木) (2002)
- Epoca supernovei (超新星纪元) (2003)
- Fulger globular (球状闪电) (2004)
- Trilogia Amintiri din trecutul Pământului (publicată în limba engleză de Tor Books în 2014):
  - Problema celor trei corpuri (三体) (2007)
  - Pădurea întunecată (黑暗森林) (2008)
  - Capătul morții[19] (死神永生) (2010)

## Legături externe
- Blogul lui Liu Cixin
- Intrare în Encyclopedia of Science Fiction
- Cărți de Liu Cixin
- Liu Cixin la Internet Speculative Fiction Database
- Starosta, Stuart (17 noiembrie 2015). „Interview at Fantasy Literature”. FantasyLiterature.com.